# Lutzomyia carmelinoi
Lutzomyia carmelinoi är en tvåvingeart som beskrevs av Ryan L., Fraiha H., Lainson R., Shaw J. J. 1986. Lutzomyia carmelinoi ingår i släktet Lutzomyia och familjen fjärilsmyggor. Inga underarter finns listade i Catalogue of Life.